# Luk De Bruyker
Luk De Bruyker (Gent, 1953) is een acteur en poppenspeler uit Gent, waar hij beter bekend staat als de vertolker van het satirisch figuurtje Pierke Pierlala. Hij is de stichter van Theater Taptoe en vertolkte in de loop van zijn carrière als poppenspeler meer dan 100 rollen.

## Theater Taptoe
Luk De Bruyker stichtte in 1968 het figurentheatergezelschap en marionettentheater Theater Taptoe. De Bruyker was er actief als scenograaf en figurenspeler.
Vanaf 1973 verzorgde Freek Neirynck de regie van de stukken. Twee jaar later werd hij er huisauteur/acteur/regisseur. Van 1978 tot 2003 stond Neirynck in voor de artistieke leiding van het gezelschap.
Het gezelschap reisde meer dan veertig jaar de wereld rond. In Turkije verwierf De Bruyker de titel van "Hayali", wat zoveel betekent als grootmeester in het Turkse schimmenspel en maakte hij gebruik van de traditionele schimmen Karageus en Hacivat. Taptoe verwief drie maal de titel van Cultureel Ambassadeur van Vlaanderen. Luk De Bruyker is "Ridder in de Kroonorde". De laatste jaren evolueerde Taptoe meer en meer naar een muziektheater gezelschap vaak in samenwerking met het blazersensemble I Solisti del Vento.
Op 31 mei 2010 werden alle activiteiten stilgelegd omwille van de stopzetting van de subsidies door de Vlaamse Gemeenschap. Alle poppen werden overgedragen en zijn eigendom van Het Firmament (centrum voor cultureel erfgoed van de podiumkunsten. Luk De Bruyker en Alain Ongenaet waken verder over het erfgoed onder TAPTOE's erf.

### Producties
- "Hemel" (2015), in samenwerking met Willem Verheyden.
- "Pappie"; Dagboek van het vergeten (2017)

### Bekende vertolkingen
- Romain Deconinck

## 't Spelleke van de Drei Kluite van Pierke Pierlala
In 1993 richtten Luk De Bruyker en Freek Neirynck het gezelschap  "'t Spelleke van de Drei Kluite van Pierke Pierlala" op. Het gezelschap legt de klemtoon op meer volkse en politiek satirische toneelstukken die gebracht worden in het Gents dialect. Jaarlijks organiseert 't Spelleke van de Drei Kluite van Pierke Pierlala  voorstellingen, o.a. tijdens de Gentse Feesten. 't Spelleke werd hierdoor al rap omschreven als "monument" voor de stad Gent.
Met de ‘afschietsproductie’ in november 2015 trok ’t Spelleke een definitieve streep onder die traditie. Als voornaamste reden om te stoppen verwezen Luk De Bruyker en Freek Neirynck naar het ‘huidige politieke klimaat’. In 2016 verhuisde het archief van de organisatie naar Amsab.

### Pierlala

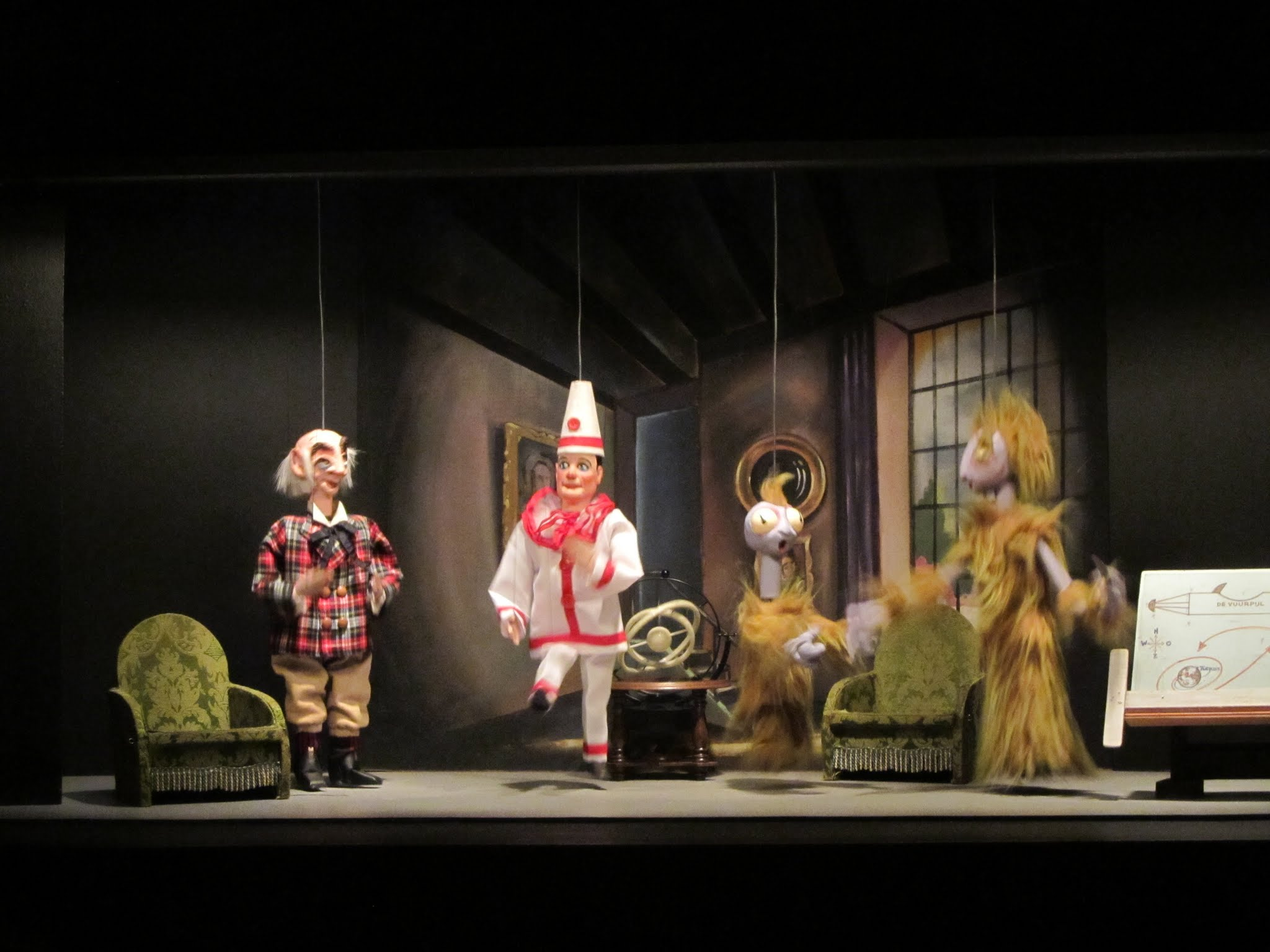

Pierke Pierlala is een van de vele personages die Luk De Bruyker vertolkt. Pierke Pierlala verkondigt dan een politiek satirisch monoloog dat bestemd is voor volwassen. Neirynck staat eigenhandig in voor de teksten van Pierlala en noemt zich daarom "tekstfoernisseur". Pierlala of Pierke Pierlala is een Vlaams folkloristisch figuur, bekend van het volksliedje. Hij wordt vooral met de stad Gent en Ursel in Oost-Vlaanderen geassocieerd.